# Університет Париж XII Валь-де-Марн
Університе́т Пари́ж XII Валь де Марн — французький державний університет, один з 13 паризьких університетів заснованих після травневих подій 1968 року, розташований у передмісті Парижа (м. Кретей).

## Історія
Університет заснований 21 березня 1970 після розформування Паризького університету. Спочатку в університеті були тільки факультети медицини, економіки та права. В 1972—1985 роках відкриваються факультети літератури, гуманітарних наук, технологій та менеджменту.

## Структура
Університет складається з 7 факультетів, Інституту адміністрації підприємств, Інституту ерготерапії, Підготовчого Адміністративного інституту, Інституту урбанізації, Вищої школи Монсурі, Вищої школи прикладної інформатики в області менеджменту.

### Факультети
- Факультет медицини
- Факультет адміністрування та інтернаціонального обміну
- Факультет літератури і гуманітарних наук
- Факультет економіки та менеджменту
- Факультет педагогіки, соціальних наук та фізкультури
- Факультет права
- Факультет точних наук і технологій